# LSI
LSI je skraćenica od engleskog pojma Large-scale Integration, i ona se odnosi na integrirane krugove treća generacija koja su se prva pojavila sredinom 70-tih godina dvadesetog stoljeća. LSI integrirani krugovi sadrže manje od 100,000 tranzistora.